# HGST
HGST (vormals Hitachi Global Storage Technologies Ltd.) ist eine Tochtergesellschaft von Western Digital mit Sitz in San José/Kalifornien. Das Unternehmen beschäftigt weltweit 45.000 Mitarbeiter.

## Geschichte

Logo von 2003 bis 2012

Die Hitachi Global Storage Technologies Ltd. (kurz HGST) entstand am 1. Januar 2003 aus dem Zusammenschluss der von IBM übernommenen Festplattensparte (ebenfalls mit Sitz in San José) und der bereits bestehenden Festplattensparte von Hitachi, die ausschließlich 2,5″-Notebookfestplatten fertigte. Die Übernahme schloss sämtliche Modellreihen (z. B. Deskstar, Travelstar, Ultrastar, Microdrive), die Entwicklungsabteilung, die Fertigungsstätten und alle Patente mit ein. Dadurch entstand der drittgrößte Festplattenhersteller der Welt. Außerdem bestand ein weitreichendes Patentaustauschabkommen zwischen HGST und ExcelStor Technology für Desktop-Festplatten.

Logo von 2012 bis 2015

Am 7. März 2011 gab Western Digital (WDC) die Absicht zur Übernahme von Hitachi Global Storage Technologies für 4,3 Milliarden US-Dollar bekannt. Diese Übernahme wurde schließlich am 8. März 2012 abgeschlossen. Seitdem firmiert das Unternehmen unter dem Namen HGST als Tochterunternehmen von Western Digital. Im Mai 2012 gab WDC auf Druck der Kartellbehörden Teile der 3,5″-Fertigung von HGST an Toshiba ab.
Im April 2013 wurden die ersten SSDs für Unternehmen vorgestellt. 2014 stellte HGST die erste 10-TB-Festplatte vor. Die hohe Kapazität wurde durch Heliumfüllung und Shingled Magnetic Recording (SMR) erreicht. Ende 2015 wurde eine 10-TB-Festplatte vorgestellt, die konventionelles Perpendicular Magnetic Recording (PMR) sowie ebenfalls Helium-Füllung nutzte. Ende 2016 wurden weitere Heliumfestplatten vorgestellt. 2018 begann Western Digital erste HDD Ultrastar unter eigenem Namen auf den Markt zu bringen.

## Produkte

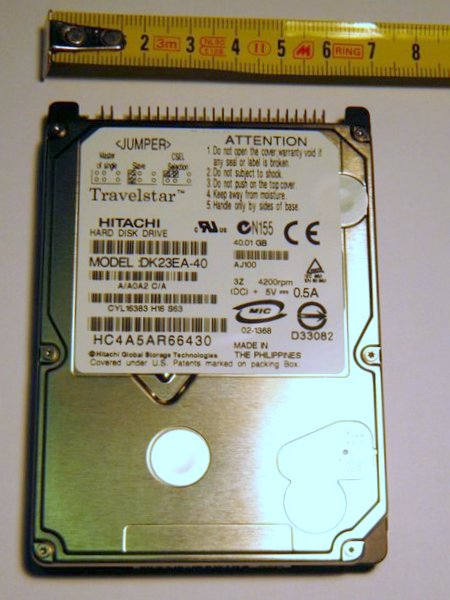
Notebook-Festplatte von HGST (Modell Travelstar)

HGST bietet interne und externe Festplattenlaufwerke im 2,5″- und 3,5″-Formfaktor sowie SSDs an. Die HGST-Platten galten als sehr zuverlässig.

## Fertigungsstätten
HGST besitzt Fertigungsstätten in aller Welt und war das erste große Unternehmen, das Festplatten in der Volksrepublik China fertigen ließ (von ExcelStor Technology) bzw. zwischenzeitlich selbst fertigt.